# Liga das Escolas de Samba de Bragança
A Liga Independente das Escolas de Samba de Bragança Paulista - LIESB é uma entidade que representa as Escolas de Samba , que organiza o carnaval de Bragança Paulista, em São Paulo. Localizada à Avenida dos Imigrantes , s/n (Concha Acústica) , bairro do Matadouro , inscrita no CNPJ sob o no. 03.929.089/0001-63 .
A Diretoria Executiva para o biênio 2024/2025 , é composta dos seguintes membros:
- Presidente: Cleber Centini Cassali
- Vice-Presidente: Noieraldo de Souza Camilo (Noy)
- Primeira Secretária: Jéssica Souza
- Segundo Secretário: Jamerson Lopes
- 1º Tesoureiro: Elvio Mattos
- 2º Tesoureiro: Ademar da Costa
- Diretor Social: Francine Pereira
- Diretor de Patrimônio: Rodrigo Silva
- Diretor de Comunicação: Junior Ferreira (Juba)
- Diretor Jurídico: Celso Antunes Rodrigues

## Entidades Carnavalescas Filiadas (ativas)
- Grêmio Recreativo Escola de Samba Unidos do Lavapés
- Grêmio Recreativo Carnavalesco Escola de Samba Nove de Julho
- Grêmio Recreativo e Cultural Escola de Samba Acadêmicos da Vila Aparecida
- Grêmio Recreativo Faculdade do Samba Dragão Imperial
- Grêmio Recreativo Cultural Escola de Samba Sociedade Fraternidade
- Grêmio Recreativo Escola de Samba Império Jovem
- Grêmio Recreativo Cultural Escola de Samba Mocidade Independente Júlio Mesquita
- Grêmio Recreativo e Escola de Samba Unidos de Águas Claras